# Na špačka

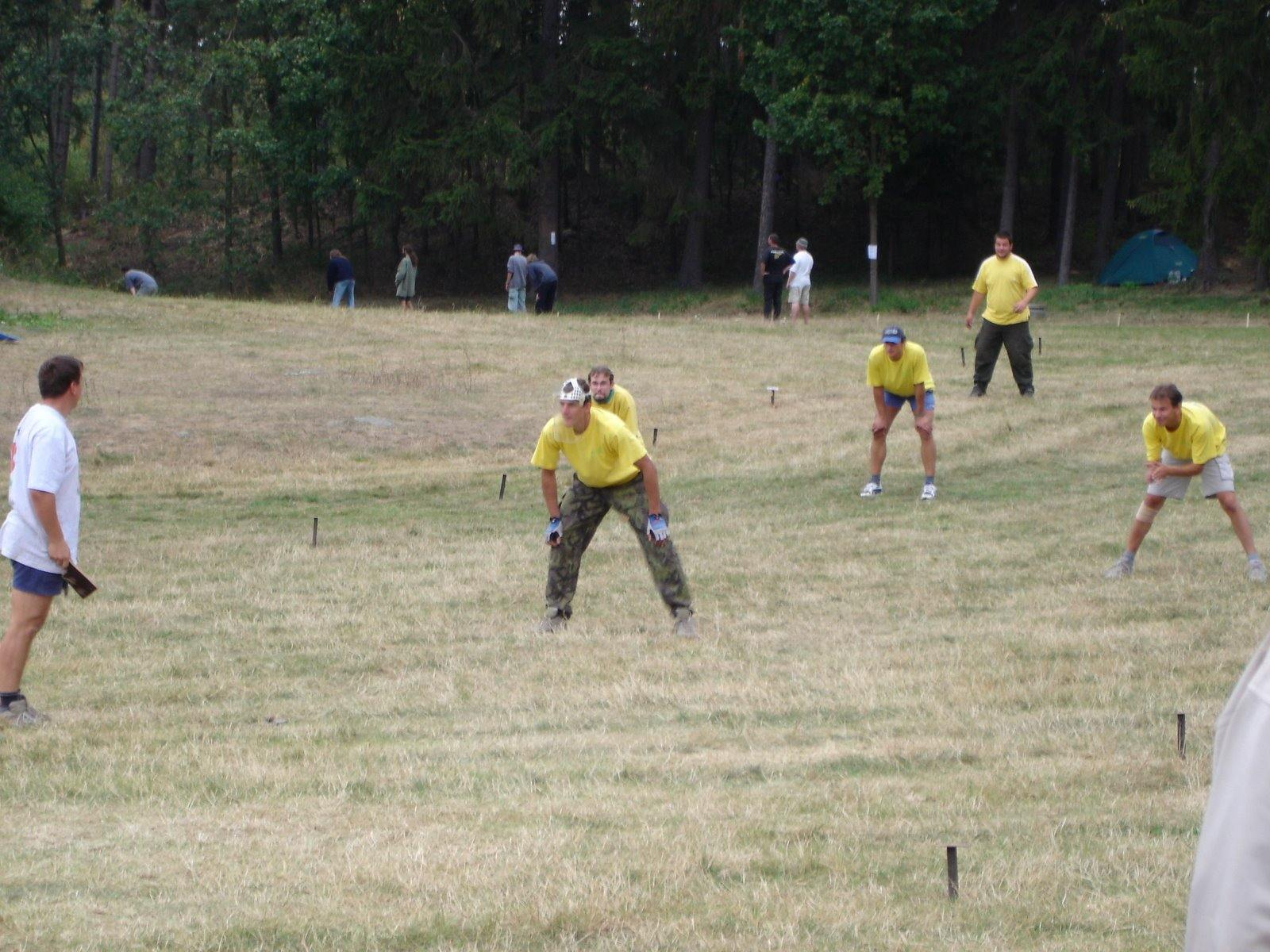
Dva týmy při hře, žlutí jsou obránci, bílý má v ruce pálku a je útočník

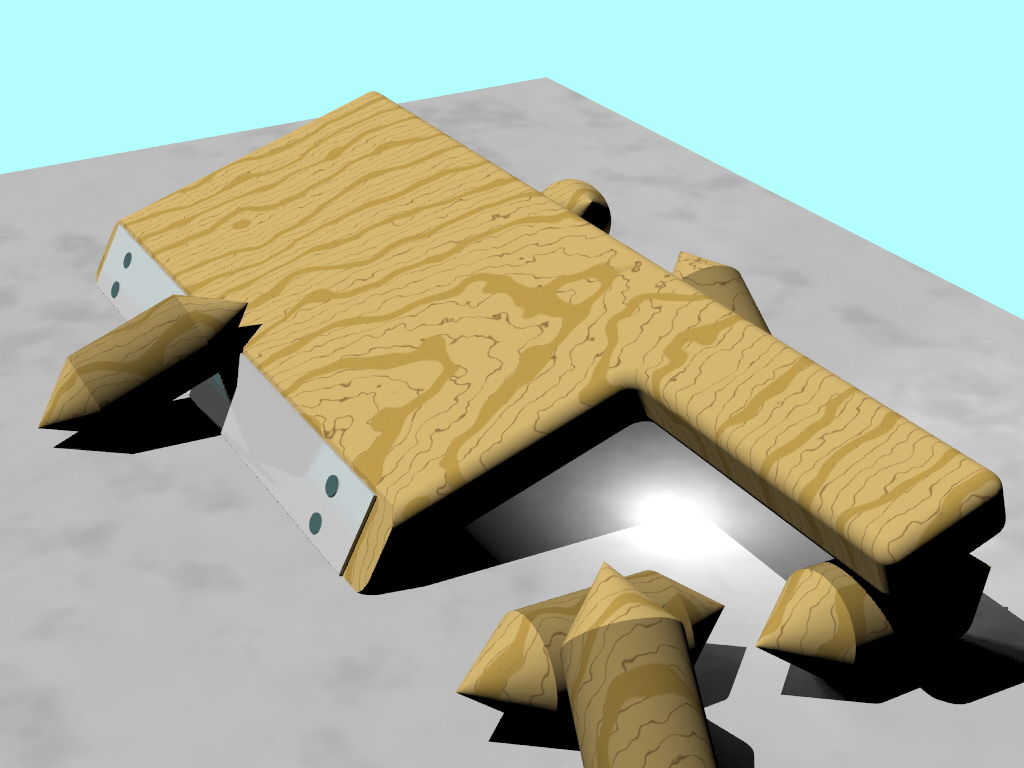
Ilustrace pálky pro pravou ruku a špačků

Na špačka nebo jen špaček je stará hra, při které se tzv. tlučou špačci. Na Slovácku se špačci označují slovem kyčkyle. Pravidla nejsou nikým napevno určena, existuje více variací, existuje ovšem recesistická Federation International de CHPAchek, která od roku 1975 každoročně pořádá Špačkovou ligu u rybníka Přibyl poblíž obce Smrk u Třebíče. 
V Šumavském Stožci pak probíhá neoficiální mistrovství světa v tlučení špačků.

## Popis
Jde o dřevěnou hračku, se kterou si děti hrály ještě cca v první polovině dvacátého století. Hračka má dvě části. První část má zhruba tvar dvou rotačních kuželů spojených podstavami. Uprostřed mezi podstavami může být válcová část. Průměr podstavy může být 3 cm a celková délka např. 13 cm. Druhou část tvoří klacík nebo laťka přiměřené délky, což může být cca 50 až 60 cm. K hraní je ideální rovný tvrdý podklad. Špaček se položí na zem. Latí se shora udeří do toho zúženého konce špačka, který neleží na podložce. Tím se špaček vymrští do vzduchu a hráč má za úkol druhým úderem, tentokrát vodorovným, trefit špačka ve vzduchu tak, aby odletěl co nejdále. Další variantou hry může být trefování cíle. Vítězí ten, kdo se cíli nejvíce přiblíží.

## Pravidla dle FICHPA
Hřiště tvoří dvacet metrů široká a více než 100 metrů dlouhá, na desetimetrové úseky rozdělená plocha s výsečí o průměru 4 metry a vnitřním úhlu 90°, kde je vytvořen pět centimetrů hluboký důlek na vyšprtávání o rozměrech 5 cm x 10 cm.
- Družstvo musí nastoupit na utkání do pěti minut. Jinak kontumačně prohrává.
- Každé družstvo musí mít 7 hráčů.
- Při vyšprtávání musí být výseč volná.
- Při chycení z výšprtu (v letu!) je hráč mimo hru, navíc družstvo obránců získává 10 bodů, pokud není špaček chycen, tak se z místa, kam špaček doletěl tzv. vyklepává, tj. hází špačkem na položenou pálku.
- Pokud je pálka trefena, hráč je mimo hru. Pokud není, jde na pálku.
- Pálení probíhá tak, že pálkou bouchneme do ošpicovaného kraje špačka, poté úderem do špačka směrem vpřed se špaček odpálí, musí letět do výseče. To se opakuje třikrát. Body se počítají podle místa, na které špaček dopadne. Pokud je špaček chycen (v letu!) obránci, získává družstvo obránců 10 bodů.